# 发展援助委员会

DAC成员国

发展援助委员会（Development Assistance Committee）是隶属于经济合作与发展组织的一个下属论坛，旨在讨论发展中国家的援助、发展、减贫问题。其自称为世界主要援助发起国的“场地与声音”。现任主席是英国人苏珊娜·摩尔海德（Susanna Moorehead）。

## 成员
至2021年，发展援助委员会有30个正式成员，包括欧盟及欧盟的大部分国家、美国、日本等国。此外尚有“参与者”和“观察员”，“参与者”包括有阿塞拜疆、保加利亚、科威特、卡塔尔、罗马尼亚、沙特阿拉伯、阿联酋。“观察员”包括有世界银行、国际货币基金组织、联合国开发计划署、非洲开发银行、亚洲开发银行和美洲开发银行。
- 奥地利
- 比利时
- 加拿大
- 捷克
- 丹麦
- 欧盟
- 芬兰
- 法國
- 德国
- 希腊
- 匈牙利
- 冰島
- 愛爾蘭
- 義大利
- 日本
- 盧森堡
- 荷蘭
- 新西兰
- 挪威
- 波蘭
- 葡萄牙
- 斯洛伐克
- 斯洛維尼亞
- 西班牙
- 瑞典
- 瑞士
- 英国
- 美国

## 历史
欧洲经济合作组织（Organisation for European Economic Co-operation）在1960年主持成立了发展援助委员会的前身发展援助小组（Development Assistance Group），1960年3月在美国举行了首次会议。
1961年随着经济合作与发展组织取代欧洲经济合作组织，DAG也改为DAC。1975年成立了DAC下的发展合作理事会（Development Co-operation Directorate）。
DAC的任务是：提供国家资源以协助其他国家和地区的经济发展，并就增加向他们提供长期资金等援助内容进行磋商。在DAC运作之后完善了之前的援助框架。1960年，世界银行创办了国际开发协会，为需要援助的国家提供更便利的贷款。同在1960年代，加拿大、法国、美国等也都成立各自的国际援助/开发部门。

## 职能
DAC的工作主要是
- 通过国际发展合作来促进发展中国家参与全球经济的能力
- 人们减少贫困和参与社会的能力

DAC通过定期会议，由相关各国/各组织的负责人讨论相关问题，并通过决议。DAC会发布有关援助管理的指导方针，以及年度发展报告。